# Deutsche Kurzbahnmeisterschaften 1998
Die Deutschen Kurzbahnmeisterschaften 1998 im Schwimmen fanden vom 27. bis 29. November 1998 in Fulda statt und wurden vom SC Wasserfreunde Fulda organisiert. Der Veranstalter war der Deutsche Schwimm-Verband. Der Wettkampf diente gleichzeitig als Qualifikationswettkampf für die Kurzbahneuropameisterschaften 1998 in Sheffield. Es wurden bei Männern und Frauen Wettkämpfe in je 18 Disziplinen ausgetragen.
| Disziplin           | Männer             | Männer              | Männer | Frauen            | Frauen                   | Frauen   |
| Disziplin           | Name               | Verein              | Zeit   | Name              | Verein                   | Zeit     |
| 050 m Freistil      | Alexander Lüderitz | SG Coubertin Berlin |        | Katrin Meißner    | Wasserfreunde Spandau 04 |          |
| 100 m Freistil      | Aimo Heilmann      | Potsdamer SV        |        | Sandra Völker     | SG Hamburg               |          |
| 200 m Freistil      | Lars Conrad        | SGS Hannover        |        | Silvia Szalai     | SG Frankfurt             |          |
| 400 m Freistil      | Stefan Pohl        | SV Halle/Saale      |        | Desiree Beckers   | SG Bayer                 |          |
| 800 m Freistil      | Jörg Hünecke       | SC Magdeburg        |        | Hannah Stockbauer | SSG 81 Erlangen          |          |
| 1500 m Freistil0    | Thomas Lurz        | SV Würzburg 05      |        | Desiree Beckers   | SG Bayer                 |          |
| 050 m Brust         | Mark Warnecke      | SG Essen            |        | Janne Schäfer     | TV Jahn Wolfsburg        |          |
| 100 m Brust         | Mark Warnecke      | SG Essen            |        | Anne Poleska      | SG Krefeld               |          |
| 200 m Brust         | Jens Kruppa        | SC Riesa            |        | Anne Poleska      | SG Krefeld               |          |
| 050 m Schmetterling | Thomas Rupprath    | SG Neuss            |        | Marietta Uhle     | SSG Saar Max Ritter      |          |
| 100 m Schmetterling | Thomas Rupprath    | SG Neuss            |        | Katrin Meißner    | Wasserfreunde Spandau 04 |          |
| 200 m Schmetterling | Thomas Rupprath    | SG Neuss            |        | Silvia Szalai     | SG Frankfurt             |          |
| 050 m Rücken        | Thomas Rupprath    | SG Neuss            |        | Sandra Völker     | SG Hamburg               |          |
| 100 m Rücken        | Stev Theloke       | SC Chemnitz 1892    |        | Sandra Völker     | SG Hamburg               |          |
| 200 m Rücken        | Stev Theloke       | SC Chemnitz 1892    |        | Cathleen Rund     | SG Neukölln Berlin       |          |
| 100 m Lagen         | Jens Kruppa        | SC Riesa            |        | Daniela Wolski    | SC Magdeburg             |          |
| 200 m Lagen         | Christian Keller   | SG Essen            |        | Nicole Hetzer     | Wacker Burghausen        |          |
| 400 m Lagen         | Christian Keller   | SG Essen            |        | Nicole Hetzer     | Wacker Burghausen        | 04:41,27 |